# Huara ovalis
Huara ovalis är en spindelart som först beskrevs av Henry Roughton Hogg 1909.  Huara ovalis ingår i släktet Huara och familjen Amphinectidae. Inga underarter finns listade i Catalogue of Life.